# Discografia di Dolly Parton
La discografia di Dolly Parton, cantautrice country statunitense, comprende quarantanove album in studio, sei colonne sonore, nove album dal vivo, centinaia di compilation, quattro audiolibri, oltre duecento singoli e sessanta video musicali.

## Album in studio

### Solista
| Anno                                                                          | Titolo | Classifiche | Classifiche | Classifiche | Classifiche | Certificazioni                       |
| Anno                                                                          | Titolo | USA         | USA Country | AUS         | CAN         | Certificazioni                       |
| ----------------------------------------------------------------------------- | --- | ----------- | ----------- | ----------- | ----------- | ------------------------------------ |
| 1967                                                                          | Hello, I'm Dolly - Pubblicato: 18 settembre 1967 - Etichetta: Monument Records - Formato: vinile                                                                | —           | 11          | —           | —           |                                      |
| 1968                                                                          | Just Because I'm a Woman - Pubblicato: 15 aprile 1968 - Etichetta: RCA Records - Formato: vinile, stereo8, audiocassetta                                        | —           | 22          | —           | —           |                                      |
| 1969                                                                          | In the Good Old Days (When Times Were Bad) - Pubblicato: 3 febbraio 1969 - Etichetta: RCA Records - Formato: vinile, stereo8, audiocassetta                     | —           | 15          | —           | —           |                                      |
| 1969                                                                          | My Blue Ridge Mountain Boy - Pubblicato: 8 settembre 1969 - Etichetta: RCA Records - Formato: vinile, stereo8, audiocassetta                                    | 194         | 6           | —           | —           |                                      |
| 1970                                                                          | The Fairest of Them All - Pubblicato: 2 febbraio 1970 - Etichetta: RCA Records - Formato: vinile, stereo8, audiocassetta                                        | —           | 13          | —           | —           |                                      |
| 1971                                                                          | Golden Streets of Glory - Pubblicato: 15 febbraio 1971 - Etichetta: RCA Records - Formato: vinile, stereo8, audiocassetta                                       | —           | 22          | —           | —           |                                      |
| 1971                                                                          | Joshua - Pubblicato: 12 aprile 1971 - Etichetta: RCA Records - Formato: vinile, stereo8, audiocassetta                                                          | 198         | 16          | —           | 24          |                                      |
| 1971                                                                          | Coat of Many Colors - Pubblicato: 4 ottobre 1971 - Etichetta: RCA Records - Formato: vinile, stereo8, audiocassetta                                             | —           | 7           | —           | —           | - AUS: Oro                           |
| 1972                                                                          | Touch Your Woman - Pubblicato: 6 marzo 1972 - Etichetta: RCA Records - Formato: vinile, stereo8, audiocassetta                                                  | —           | 19          | —           | —           |                                      |
| 1972                                                                          | My Favorite Songwriter: Porter Wagoner - Pubblicato: 2 ottobre 1972 - Etichetta: RCA Records - Formato: vinile, stereo8, audiocassetta                          | —           | 33          | —           | —           |                                      |
| 1973                                                                          | My Tennessee Mountain Home - Pubblicato: 2 aprile 1973 - Etichetta: RCA Records - Formato: vinile, stereo8, audiocassetta                                       | —           | 19          | —           | —           |                                      |
| 1973                                                                          | Bubbling Over - Pubblicato: 10 settembre 1973 - Etichetta: RCA Records - Formato: vinile, stereo8, audiocassetta                                                | —           | 14          | —           | —           |                                      |
| 1974                                                                          | Jolene - Pubblicato: 4 febbraio 1974 - Etichetta: RCA Records - Formato: vinile, stereo8, audiocassetta                                                         | —           | 6           | —           | —           | - USA: Oro - AUS: Platino (3)        |
| 1974                                                                          | Love Is Like a Butterfly - Pubblicato: 16 settembre 1974 - Etichetta: RCA Records - Formato: vinile, stereo8, audiocassetta                                     | —           | 7           | —           | —           |                                      |
| 1975                                                                          | The Bargain Store - Pubblicato: 17 febbraio 1975 - Etichetta: RCA Records - Formato: vinile, stereo8, audiocassetta                                             | —           | 9           | —           | —           |                                      |
| 1975                                                                          | Dolly - Pubblicato: 15 settembre 1975 - Etichetta: RCA Records - Formato: vinile, stereo8, audiocassetta                                                        | —           | 14          | —           | —           |                                      |
| 1976                                                                          | All I Can Do - Pubblicato: 16 agosto 1976 - Etichetta: RCA Records - Formato: vinile, stereo8, audiocassetta                                                    | —           | 3           | —           | —           |                                      |
| 1977                                                                          | New Harvest... First Gathering - Pubblicato: 14 febbraio 1977 - Etichetta: RCA Records - Formato: vinile, stereo8, audiocassetta                                | 71          | 1           | —           | —           |                                      |
| 1977                                                                          | Here You Come Again - Pubblicato: - Etichetta: RCA Records - Formato: vinile, stereo8, audiocassetta                                                            | 20          | 1           | 83          | 12          | - USA: Platino - AUS: Oro - CAN: Oro |
| 1978                                                                          | Heartbreaker - Pubblicato: 17 luglio 1978 - Etichetta: RCA Records - Formato: vinile, stereo8, audiocassetta                                                    | 27          | 1           | 67          | 20          | - USA: Oro - CAN: Oro                |
| 1979                                                                          | Great Balls of Fire - Pubblicato: 28 maggio 1979 - Etichetta: RCA Records - Formato: vinile, stereo8, audiocassetta                                             | 40          | 4           | 48          | 28          | - USA: Oro                           |
| 1980                                                                          | Dolly, Dolly, Dolly - Pubblicato: 14 aprile 1980 - Etichetta: RCA Records - Formato: vinile, stereo8, audiocassetta                                             | 71          | 7           | —           | —           |                                      |
| 1980                                                                          | 9 to 5 and Odd Jobs - Pubblicato: 17 novembre 1980 - Etichetta: RCA Records - Formato: vinile, stereo8, audiocassetta                                           | 11          | 1           | 33          | 15          | - USA: Oro - CAN: Oro                |
| 1982                                                                          | Heartbreak Express - Pubblicato: 29 marzo 1982 - Etichetta: RCA Records - Formato: vinile, stereo8, audiocassetta                                               | 106         | 5           | —           | —           |                                      |
| 1983                                                                          | Burlap & Satin - Pubblicato: 2 maggio 1983 - Etichetta: RCA Records - Formato: vinile, stereo8, audiocassetta                                                   | 127         | 5           | —           | —           |                                      |
| 1984                                                                          | The Great Pretender - Pubblicato: 23 gennaio 1984 - Etichetta: RCA Records - Formato: CD, vinile, stereo8, audiocassetta                                        | 73          | 7           | 22          | 69          |                                      |
| 1985                                                                          | Real Love - Pubblicato: 21 gennaio 1985 - Etichetta: RCA Records - Formato: CD, vinile, stereo8, audiocassetta                                                  | —           | 9           | —           | —           |                                      |
| 1987                                                                          | Rainbow - Pubblicato: 23 novembre 1987 - Etichetta: Columbia Records - Formato: CD, vinile, audiocassetta                                                       | 153         | 18          | 83          | 83          |                                      |
| 1989                                                                          | White Limozeen - Pubblicato: 30 maggio 1989 - Etichetta: Columbia Records - Formato: CD, vinile, audiocassetta                                                  | —           | 3           | 116         | —           | - USA: Oro                           |
| 1990                                                                          | Home for Christmas - Pubblicato: 11 settembre 1990 - Etichetta: Columbia Records - Formato: CD, vinile, audiocassetta                                           | —           | 74          | —           | —           | - USA: Oro                           |
| 1991                                                                          | Eagle When She Flies - Pubblicato: 7 marzo 1991 - Etichetta: Columbia Records - Formato: CD, vinile, audiocassetta                                              | 24          | 1           | 185         | —           | - USA: Platino - CAN: Oro            |
| 1993                                                                          | Slow Dancing with the Moon - Pubblicato: 23 febbraio 1993 - Etichetta: Columbia Records - Formato: CD, vinile, audiocassetta                                    | 16          | 4           | 137         | —           | - USA: Platino - CAN: Oro            |
| 1995                                                                          | Something Special - Pubblicato - Etichetta: Columbia Records, Blue Eye Records - Formato: CD, vinile, audiocassetta                                             | 54          | 10          | —           | —           |                                      |
| 1996                                                                          | Treasures - Pubblicato: 24 settembre 1996 - Etichetta: Blue Eye Records - Formato: CD, vinile, audiocassetta                                                    | 122         | 21          | —           | —           |                                      |
| 1998                                                                          | Hungry Again - Pubblicato: 25 agosto 1998 - Etichetta: Decca Records, Blue Eye Records - Formato: CD, vinile, audiocassetta                                     | 167         | 23          | —           | —           |                                      |
| 1999                                                                          | Precious Memories - Pubblicato: 17 aprile 1999 - Etichetta: Sugar Hill Records, Blue Eye Records - Formato: CD, vinile, audiocassetta                           | —           | —           | —           | —           |                                      |
| 1999                                                                          | The Grass Is Blue - Pubblicato: 26 ottobre 1999 - Etichetta: Sugar Hill Records, Blue Eye Records - Formato: CD, vinile, audiocassetta                          | 198         | 24          | —           | —           |                                      |
| 2001                                                                          | Little Sparrow - Pubblicato: 23 gennaio 2001 - Etichetta: Sugar Hill Records, Blue Eye Records - Formato: CD, vinile, audiocassetta                             | 97          | 12          | 136         | —           | - UK: Argento                        |
| 2002                                                                          | Halos & Horns - Pubblicato: 9 luglio 2002 - Etichetta: Sugar Hill Records, Blue Eye Records - Formato: CD, vinile, audiocassetta                                | 58          | 4           | 192         | —           |                                      |
| 2003                                                                          | For God and Country - Pubblicato: 11 novembre 2003 - Etichetta: Blue Eye Records - Formato: CD, vinile, audiocassetta                                           | 167         | 23          | —           | —           |                                      |
| 2005                                                                          | Those Were the Days - Pubblicato: 11 ottobre 2005 - Etichetta: Sugar Hill Records, Blue Eye Records - Formato: CD, vinile, download digitale, audiocassetta     | 48          | 9           | 120         | —           |                                      |
| 2008                                                                          | Backwoods Barbie - Pubblicato: 26 febbraio 2008 - Etichetta: Dolly Records - Formato: CD, vinile, download digitale                                             | 17          | 2           | —           | —           |                                      |
| 2011                                                                          | Better Day - Pubblicato: 28 giugno 2011 - Etichetta: Warner Music Group - Formato: CD, vinile, download digitale                                                | 51          | 11          | 29          | —           | - UK: Argento                        |
| 2014                                                                          | Blue Smoke - Pubblicato: 31 gennaio 2014 - Etichetta: Sony Masterworks - Formato: CD, vinile, download digitale                                                 | 6           | 2           | 7           | —           | - UK: Platino                        |
| 2016                                                                          | Pure & Simple - Pubblicato: 19 agosto 2016 - Etichetta: RCA Records, Dolly Records - Formato: CD, vinile, download digitale, streaming                          | 11          | 1           | 9           | 20          | - UK: Argento                        |
| 2017                                                                          | I Believe in You - Pubblicato: 29 settembre 2017 - Etichetta: RCA Records, Dolly Records - Formato: CD, vinile, download digitale, streaming                    | 173         | 20          | 80          | —           |                                      |
| 2020                                                                          | A Holly Dolly Christmas - Pubblicato: 2 ottobre 2020 - Etichetta: Butterfly Records - Formato: CD, vinile, download digitale, audiocassetta, stereo8, streaming | 16          | 1           | 37          | 14          |                                      |
| 2022                                                                          | Run, Rose, Run - Pubblicato: 4 marzo 2022 - Etichetta: Butterfly Recoeds - Formato: CD, vinile, download digitale, streaming                                    | 34          | 4           | —           | —           |                                      |
| 2023                                                                          | Rockstar - Pubblicato: 17 novembre 2023 - Etichetta: Big Machine Records - Formato: CD, vinile, download digitale, streaming                                    | 3           | 1           | 16          | 18          | - USA: Oro                           |
| "—" indica una pubblicazione non classificata o non pubblicata in quel paese. | |             |             |             |             |                                      |

### Collaborativi
| Anno                                                                          | Titolo | Classifiche | Classifiche | Classifiche | Classifiche | Certificazioni                        |
| Anno                                                                          | Titolo | USA         | USA Country | AUS         | CAN         | Certificazioni                        |
| ----------------------------------------------------------------------------- | --- | ----------- | ----------- | ----------- | ----------- | ------------------------------------- |
| 1984                                                                          | Once Upon a Christmas (con Kenny Rogers) - Pubblicato: 29 ottobre 1984 - Etichetta: RCA Records - Formato: CD, vinile, audiocassetta                  | 31          | 12          | —           | 31          | - USA: Platino (2) - CAN: Platino (5) |
| 1987                                                                          | Trio (con Linda Ronstadt e Emmylou Harris) - Pubblicato: 2 marzo 1987 - Etichetta: Warner Records - Formato: CD, vinileC stereo8, audiocassetta       | 6           | 1           | 12          | 4           | - USA: Platino                        |
| 1993                                                                          | Honky Tonk Angels (con Loretta Lynn e Tammy Wynette) - Pubblicato: 2 novembre 1993 - Etichetta: Columbia Records - Formato: CD, vinile, audiocassetta | 42          | 6           | 177         | 44          | - USA: Oro - CAN: Oro                 |
| 1999                                                                          | Trio II (con Loretta Lynn e Tammy Wynette) - Pubblicato: 9 febbraio 1999 - Etichetta: Asylum Records - Formato: CD, vinile, audiocassetta             | 62          | 4           | 66          | —           | - USA: Oro                            |
| "—" indica una pubblicazione non classificata o non pubblicata in quel paese. | |             |             |             |             |                                       |

## Album dal vivo
| Anno                                                                          | Titolo | Classifiche | Classifiche | Classifiche | Classifiche | Certificazioni |
| Anno                                                                          | Titolo | USA         | USA Country | AUS         | CAN         | Certificazioni |
| ----------------------------------------------------------------------------- | --- | ----------- | ----------- | ----------- | ----------- | -------------- |
| 1970                                                                          | A Real Live Dolly - Pubblicato: 29 giugno 1970 - Etichetta: RCA Records - Formato: vinile                                                                                    | 154         | 32          | —           | —           |                |
| 1975                                                                          | In Concert (con Ronnie Milsap, Charley Pride, Chet Atkins, Gary Stewart e Jerry Reed) - Pubblicato: 14 aprile 1975 - Etichetta: RCA Records - Formato: vinile, audiocassetta | —           | 19          | —           | —           |                |
| 1994                                                                          | Heartsongs: Live from Home - Pubblicato: 27 settembre 1994 - Etichetta: Columbia Records - Formato: CD, audiocassetta                                                        | 87          | 16          | 175         | —           |                |
| 2004                                                                          | Live and Well - Pubblicato: 14 settembre 2004 - Etichetta: Sugar Hill Records, Blue Eye Records - Formato: CD                                                                | 161         | 22          | —           | —           |                |
| 2009                                                                          | Live from London - Pubblicato: 10 novembre 2009 - Etichetta: Dolly Records - Formato: CD, DVD, download digitale                                                             | 195         | 36          | —           | —           |                |
| 2015                                                                          | Live at the Bottom Line - Pubblicato: 24 luglio 2015 - Etichetta: Hotspur Records - Formato: CD                                                                              | —           | —           | —           | —           |                |
| 2016                                                                          | Live from Glastonbury 2014 - Pubblicato: 25 novembre 2016 - Etichetta: Sony Music - Formato: CD, vinile, download digitale                                                   | —           | —           | —           | —           |                |
| "—" indica una pubblicazione non classificata o non pubblicata in quel paese. | |             |             |             |             |                |

## Raccolte (parziale)
| Anno                                                                          | Titolo | Classifiche | Classifiche | Classifiche | Classifiche | Certificazioni                          |
| Anno                                                                          | Titolo | USA         | USA Country | AUS         | CAN         | Certificazioni                          |
| ----------------------------------------------------------------------------- | --- | ----------- | ----------- | ----------- | ----------- | --------------------------------------- |
| 1970                                                                          | As Long as I Love - Pubblicato: 8 giugno 1970 - Etichetta: Monument Records - Formato: vinile                                                                                  | —           | —           | —           | —           |                                         |
| 1970                                                                          | The Best of Dolly Parton - Pubblicato: 9 novembre 1970 - Etichetta: RCA Records - Formato: vinile                                                                              | —           | 12          | —           | —           | - USA: Oro                              |
| 1975                                                                          | Best of Dolly Parton - Pubblicato: 14 luglio 1975 - Etichetta: RCA Records - Formato: vinile, stereo8, audiocassetta                                                           | —           | 5           | —           | —           |                                         |
| 1982                                                                          | The Winning Hand (con Willie Nelson, Kris Kristofferson e Brenda Lee) - Pubblicato: 1 novembre 1982 - Etichetta: Monument Records - Formato: vinile, audiocassetta             | 109         | 4           | —           | —           |                                         |
| 1986                                                                          | Think About Love - Pubblicato: 15 aprile 1986 - Etichetta: RCA Records - Formato: CD, vinile, audiocassetta                                                                    | —           | 54          | —           | —           |                                         |
| 1987                                                                          | Best of Dolly Parton, vol. 3 - Pubblicato: 22 settembre 1987 - Etichetta: RCA Records - Formato: CD, vinile, audiocassetta                                                     | —           | —           | —           | —           |                                         |
| 1995                                                                          | I Will Always Love You: The Essential Dolly Parton One - Pubblicato: gennaio 1995 - Etichetta: RCA Records - Formato: CD, audiocassetta                                        | —           | —           | —           | —           | - AUS: Oro                              |
| 1996                                                                          | I Will Always Love You and Other Greatest Hits - Pubblicato: aprile 1996 - Etichetta: Columbia Records - Formato: CD, audiocassetta                                            | —           | 47          | —           | —           |                                         |
| 2003                                                                          | Ultimate Dolly Parton - Pubblicato: 3 giugno 2003 - Etichetta: RCA Records - Formato: CD                                                                                       | 112         | 10          | 49          | —           | - USA: Oro - AUS: Platino - UK: Platino |
| 2007                                                                          | The Very Best of Dolly Parton - Pubblicato: 7 marzo 2007 - Etichetta: Sony Music - Formato: CD, vinile                                                                         | —           | —           | 21          | —           | - AUS: Platino - UK: Platino (2)        |
| 2010                                                                          | Wanted - Pubblicato: 14 dicembre 2010 - Etichetta: Jukebox Records - Formato: download digitale                                                                                | —           | —           | —           | —           |                                         |
| 2016                                                                          | The Complete Trio Collection (con Emmylou Harris e Linda Ronstadt) - Pubblicato: 9 settembre 2016 - Etichetta: Rhino Entertainment - Formato: CD, download digitale, streaming | 124         | 7           | —           | —           |                                         |
| 2022                                                                          | Diamonds & Rhinestones: The Greatest Hits Collection - Pubblicato: 18 novembre 2022 - Etichetta: Sony Music - Formato: CD, vinile, download digitale, streaming                | 27          | 4           | 47          | —           | - UK: Argento                           |
| "—" indica una pubblicazione non classificata o non pubblicata in quel paese. | |             |             |             |             |                                         |

## Extended play
| Anno | Titolo |
| ---- | --- |
| 2009 | Sha-Kon-O-Hey! Land of Blue Smoke - Pubblicato: 11 febbraio 2009 - Etichetta: Dolly Records - Formato: CD |

## Colonne sonore
| Anno                                                                          | Titolo | Classifiche | Classifiche | Classifiche | Classifiche | Certificazioni     |
| Anno                                                                          | Titolo | USA         | USA Country | AUS         | CAN         | Certificazioni     |
| ----------------------------------------------------------------------------- | --- | ----------- | ----------- | ----------- | ----------- | ------------------ |
| 1980                                                                          | 9 to 5: Original Motion Picture Soundtrack - Pubblicato: 8 dicembre 1980 - Etichetta: 20th Century Fox - Formato: vinile, stereo8, audiocassetta                                  | 77          | —           | —           | —           | - AUS: Platino (3) |
| 1982                                                                          | The Best Little Whorehouse in Texas: Music from the Original Motion Picture Soundtrack - Pubblicato: 12 luglio 1982 - Etichetta: MCA Records - Formato: CD, vinile, audiocassetta | 63          | 5           | —           | —           |                    |
| 1984                                                                          | Rhinestone: Original Soundtrack Recording - Pubblicato: 18 luglio 1984 - Etichetta: RCA Records - Formato: CD, vinile, stereo8, audiocassetta                                     | 135         | 32          | —           | —           |                    |
| 1992                                                                          | Straight Talk: Music from the Original Motion Picture Soundtrack - Pubblicato: 31 marzo 1992 - Etichetta: Hollywood Records - Formato: CD, audiocassetta                          | 138         | 22          | —           | 28          |                    |
| 2012                                                                          | Joyful Noise: Original Motion Picture Soundtrack - Pubblicato: 10 gennaio 2012 - Etichetta: WaterTower Music - Formato: CD, download digitale                                     | 12          | —           | —           | —           |                    |
| 2018                                                                          | Dumplin': Original Motion Picture Soundtrack - Pubblicato: 30 novembre 2018 - Etichetta: RCA Records, Dolly Records - Formato: CD, download digitale                              | 143         | 16          | 119         | —           |                    |
| "—" indica una pubblicazione non classificata o non pubblicata in quel paese. | |             |             |             |             |                    |

## Audiolibri
| Anno | Titolo |
| ---- | --- |
| 1994 | Dolly: My Life and Other Unfinished Business - Pubblicato: ottobre 1994 - Etichetta: Harper Audio - Formato: audiocassetta          |
| 2012 | Dream More: Celebrate the Dreamer in You - Pubblicato: 27 novembre 2012 - Etichetta: Penguin Audio - Formato: CD, download digitale |
| 2020 | Songteller: My Life in Lyrics - Pubblicato: 17 novembre 2020 - Etichetta: Recorded Books - Formato: CD, download digitale           |
| 2022 | Run, Rose, Run - Pubblicato: 7 marzo 2022 - Etichetta: Little, Brown & Company - Formato: CD, download digitale                     |

## Singoli

### Come artista principale
| Anno                                                                          | Titolo                                                                                      | Classifiche | Classifiche | Classifiche | Classifiche | Classifiche | Certificazioni | Album di provenienza                                               |
| Anno                                                                          | Titolo                                                                                      | USA         | USA Country | AUS         | CAN         | UK          | Certificazioni | Album di provenienza                                               |
| ----------------------------------------------------------------------------- | ------------------------------------------------------------------------------------------- | ----------- | ----------- | ----------- | ----------- | ----------- | --- | ------------------------------------------------------------------ |
| 1966                                                                          | The Little Things                                                                           | —           | —           | —           | —           | —           | | Hello, I'm Dolly                                                   |
| 1966                                                                          | Dumb Blonde                                                                                 | —           | 24          | —           | —           | —           | | Hello, I'm Dolly                                                   |
| 1967                                                                          | Something Fishy                                                                             | —           | 17          | —           | —           | —           | | Hello, I'm Dolly                                                   |
| 1967                                                                          | Why, Why, Why                                                                               | —           | —           | —           | —           | —           | | /                                                                  |
| 1968                                                                          | I'm Not Worth the Tears                                                                     | —           | —           | —           | —           | —           | | /                                                                  |
| 1968                                                                          | Just Because I'm a Woman                                                                    | —           | 17          | —           | —           | —           | | Just Because I'm a Woman                                           |
| 1968                                                                          | In the Good Old Days (When Times Were Bad)                                                  | —           | 25          | —           | —           | —           | | In the Good Old Days (When Times Were Bad)                         |
| 1969                                                                          | Daddy                                                                                       | —           | 40          | —           | —           | —           | | My Blue Ridge Mountain Boy                                         |
| 1969                                                                          | In the Ghetto                                                                               | —           | 50          | —           | —           | —           | | My Blue Ridge Mountain Boy                                         |
| 1969                                                                          | My Blue Ridge Mountain Boy                                                                  | —           | 45          | —           | —           | —           | | My Blue Ridge Mountain Boy                                         |
| 1969                                                                          | Daddy Come and Get Me                                                                       | —           | 40          | —           | —           | —           | | The Fairest of Them All                                            |
| 1970                                                                          | Mule Skinner Blues (Blue Yodel No. 8)                                                       | —           | 3           | —           | —           | —           | | The Best of Dolly Parton                                           |
| 1970                                                                          | Joshua                                                                                      | —           | 1           | —           | —           | —           | | Joshua                                                             |
| 1971                                                                          | Coming for to Carry Me Home                                                                 | —           | 23          | —           | —           | —           | | /                                                                  |
| 1971                                                                          | My Blue Tears                                                                               | —           | 17          | —           | —           | —           | | Coat of Many Colors                                                |
| 1971                                                                          | Coat of Many Colors                                                                         | —           | 4           | 60          | —           | —           | - USA: Oro | Coat of Many Colors                                                |
| 1972                                                                          | Touch Your Woman                                                                            | —           | 6           | —           | —           | —           | | Touch Your Woman                                                   |
| 1972                                                                          | Washday Blues                                                                               | —           | 20          | —           | —           | —           | | My Favorite Songwriter, Porter Wagonel                             |
| 1972                                                                          | When I Sing for Him                                                                         | —           | —           | —           | —           | —           | | My Favorite Songwriter, Porter Wagonel                             |
| 1972                                                                          | My Tennessee Mountain Home                                                                  | —           | 15          | —           | —           | —           | | My Tennessee Mountain Home                                         |
| 1973                                                                          | Travelling Man                                                                              | —           | 20          | —           | —           | —           | | Bubbling Over                                                      |
| 1973                                                                          | Jolene                                                                                      | 60          | 1           | 99          | 84          | 7           | - USA: Platino (3) - AUS: Platino (3) - DEN: Platino - NOR: Platino - NZ: Platino (4) - SPA: Platino - SWE: Platino (3) - UK: Platino (3) | Jolene                                                             |
| 1974                                                                          | I Will Always Love You                                                                      | —           | 1           | —           | —           | —           | - USA: Platino - AUS: Oro - UK: Argento                                                                                                   | Jolene                                                             |
| 1974                                                                          | Love Is Like a Butterfly                                                                    | —           | 1           | 55          | —           | —           | | Love Is Like a Butterfly                                           |
| 1975                                                                          | The Bargain Store                                                                           | —           | 1           | —           | —           | —           | | The Bargain Store                                                  |
| 1975                                                                          | The Seeker                                                                                  | —           | 2           | —           | —           | —           | | Dolly                                                              |
| 1975                                                                          | We Used To                                                                                  | —           | 9           | —           | —           | —           | | Dolly                                                              |
| 1975                                                                          | Light of the Stable (con Emmylou Harris, Linda Ronstadt e Neil Young)                       | —           | 99          | —           | —           | —           | | Light of the Stable                                                |
| 1976                                                                          | Hey, Lucky Lady                                                                             | —           | 19          | —           | —           | —           | | All I Can Do                                                       |
| 1976                                                                          | All I Can Do                                                                                | —           | 3           | —           | —           | —           | | All I Can Do                                                       |
| 1976                                                                          | Shattered Image                                                                             | —           | —           | —           | —           | —           | | All I Can Do                                                       |
| 1977                                                                          | You Are                                                                                     | —           | —           | —           | —           | —           | | New Harvest... First Gathering                                     |
| 1977                                                                          | Light of a Clear Blue Morning                                                               | 87          | 11          | —           | —           | —           | | New Harvest... First Gathering                                     |
| 1977                                                                          | Applejack                                                                                   | —           | —           | —           | —           | —           | | New Harvest... First Gathering                                     |
| 1977                                                                          | (Your Love Keeps Lifting Me) Higher and Higher                                              | —           | —           | —           | —           | —           | | New Harvest... First Gathering                                     |
| 1977                                                                          | Here You Come Again                                                                         | 3           | 1           | 10          | 7           | 75          | - USA: Platino - NZ: Oro - UK: Oro | Here You Come Again                                                |
| 1978                                                                          | Two Doors Down                                                                              | 19          | —           | —           | 26          | —           | | Here You Come Again                                                |
| 1978                                                                          | It's All Wrong But It's All Right                                                           | —           | 1           | —           | —           | —           | | Here You Come Again                                                |
| 1978                                                                          | I Never Will Marry (con Linda Ronstadt)                                                     | —           | 8           | —           | —           | —           | | Simple Dreams                                                      |
| 1978                                                                          | Heartbreaker                                                                                | 37          | 1           | —           | 41          | —           | | Heartbreaker                                                       |
| 1978                                                                          | It's Too Late to Love Me Now                                                                | —           | —           | —           | —           | —           | | Heartbreaker                                                       |
| 1978                                                                          | Baby I'm Burnin'                                                                            | 25          | 48          | 34          | 30          | —           | | Heartbreaker                                                       |
| 1978                                                                          | I Really Got the Feeling                                                                    | —           | 1           | —           | —           | —           | | Heartbreaker                                                       |
| 1979                                                                          | You're the Only One                                                                         | 59          | 1           | 33          | 63          | —           | | Great Balls of Fire                                                |
| 1979                                                                          | Great Balls of Fire                                                                         | —           | —           | —           | —           | —           | | Great Balls of Fire                                                |
| 1979                                                                          | Sweet Summer Lovin'                                                                         | 77          | 7           | —           | —           | —           | | Great Balls of Fire                                                |
| 1979                                                                          | Star of the Show                                                                            | —           | —           | 99          | —           | —           | | Great Balls of Fire                                                |
| 1980                                                                          | Starting Over Again                                                                         | 36          | 1           | —           | —           | —           | | Dolly, Dolly, Dolly                                                |
| 1980                                                                          | Old Flames Can't Hold a Candle to You                                                       | —           | 1           | —           | —           | —           | | Dolly, Dolly, Dolly                                                |
| 1980                                                                          | Packin' It Up                                                                               | —           | —           | —           | —           | —           | | Dolly, Dolly, Dolly                                                |
| 1980                                                                          | 9 to 5                                                                                      | 1           | 1           | 9           | 1           | 47          | - USA: Platino (3) - AUS: Platino (3) - CAN: Platino (3) - DEN: Platino - NZ: Platino (3) - SWE: Platino (2) - UK: Platino (3)            | 9 to 5 and Odd Jobs                                                |
| 1981                                                                          | But You Know I Love You                                                                     | 41          | 1           | —           | —           | —           | | 9 to 5 and Odd Jobs                                                |
| 1981                                                                          | The House of the Rising Sun                                                                 | 77          | 14          | —           | —           | —           | | 9 to 5 and Odd Jobs                                                |
| 1981                                                                          | Working Girl                                                                                | —           | —           | —           | —           | —           | | 9 to 5 and Odd Jobs                                                |
| 1982                                                                          | Single Women                                                                                | —           | 8           | —           | —           | —           | | Heartbreak Express                                                 |
| 1982                                                                          | Heartbreak Express                                                                          | —           | 7           | —           | —           | —           | | Heartbreak Express                                                 |
| 1982                                                                          | Do I Ever Cross Your Mind                                                                   | —           | —           | —           | —           | —           | | Heartbreak Express                                                 |
| 1982                                                                          | Hard Candy Christmas                                                                        | —           | 8           | —           | —           | —           | - USA: Oro | The Best Little Whorehouse in Texas                                |
| 1982                                                                          | Everything's Beautiful (In Its Own Way) (con Willie Nelson)                                 | 102         | 7           | —           | —           | —           | | The Winning Hand                                                   |
| 1983                                                                          | Potential New Boyfriend                                                                     | —           | 20          | 53          | —           | —           | | Burlap & Satin                                                     |
| 1983                                                                          | Islands in the Stream (con Kenny Rogers)                                                    | 1           | 1           | 1           | 1           | 7           | - USA: Platino (3) - AUS: Platino - CAN: Platino (3) - DEN: Platino - NZ: Platino (5) - SWE: Platino - UK: Platino (3)                    | Eyes That See in the Dark                                          |
| 1983                                                                          | Save the Last Dance for Me                                                                  | 45          | 3           | 31          | —           | —           | | The Great Pretender                                                |
| 1984                                                                          | Downtown                                                                                    | 80          | 36          | —           | —           | —           | | The Great Pretender                                                |
| 1984                                                                          | She Don't Love You (Like I Love You)                                                        | —           | —           | —           | —           | —           | | The Great Pretender                                                |
| 1984                                                                          | Tennessee Homesick Blues                                                                    | —           | 1           | —           | —           | —           | | Rhinestone                                                         |
| 1984                                                                          | Sweet Lovin' Friends (con Sylvester Stallone)                                               | —           | —           | —           | —           | —           | | Rhinestone                                                         |
| 1984                                                                          | God Won't Get You                                                                           | —           | 10          | —           | —           | —           | | Rhinestone                                                         |
| 1984                                                                          | What a Heartache                                                                            | —           | —           | —           | —           | —           | | Rhinestone                                                         |
| 1984                                                                          | Winter Wonderland / Sleigh Ride                                                             | —           | 70          | —           | —           | —           | | Once Upon a Christmas                                              |
| 1984                                                                          | The Greatest Gift of All (con Kenny Rogers)                                                 | 81          | 53          | —           | —           | —           | | Once Upon a Christmas                                              |
| 1985                                                                          | Don't Call It Love                                                                          | —           | 3           | —           | —           | —           | | Real Love                                                          |
| 1985                                                                          | Real Love (con Kenny Rogers)                                                                | 91          | 1           | 45          | —           | —           | | Real Love                                                          |
| 1985                                                                          | Think About Love                                                                            | —           | 1           | 74          | —           | —           | | Real Love                                                          |
| 1986                                                                          | Almost in Love                                                                              | —           | —           | —           | —           | —           | | The Love Album 2                                                   |
| 1986                                                                          | Tie Our Love (In a Double Knot)                                                             | —           | 17          | —           | —           | —           | | Real Love                                                          |
| 1986                                                                          | We Had It All                                                                               | —           | 31          | —           | —           | —           | | Think About Love                                                   |
| 1987                                                                          | To Know Him Is to Love Him (con Emmylou Harris e Linda Ronstadt)                            | —           | 1           | 54          | —           | —           | | Trio                                                               |
| 1987                                                                          | Telling Me Lies (con Emmylou Harris e Linda Ronstadt)                                       | —           | 3           | —           | —           | —           | | Trio                                                               |
| 1987                                                                          | Those Memories of You (con Emmylou Harris e Linda Ronstadt)                                 | —           | 5           | —           | —           | —           | | Trio                                                               |
| 1987                                                                          | The River Unbroken                                                                          | —           | 63          | —           | —           | —           | | Rainbow                                                            |
| 1988                                                                          | I Know You By Heart (con Smokey Robinson)                                                   | —           | —           | —           | —           | —           | | Rainbow                                                            |
| 1988                                                                          | Wildflowers (con Emmylou Harris e Linda Ronstadt)                                           | —           | 6           | —           | —           | —           | | Trio                                                               |
| 1988                                                                          | Make Love Work                                                                              | —           | —           | —           | —           | —           | | Rainbow                                                            |
| 1989                                                                          | Why'd You Come in Here Looking Like That                                                    | —           | 1           | —           | —           | —           | | White Limozeen                                                     |
| 1989                                                                          | Yellow Roses                                                                                | —           | 1           | —           | —           | —           | | White Limozeen                                                     |
| 1989                                                                          | He's Alive                                                                                  | —           | 39          | —           | —           | —           | | White Limozeen                                                     |
| 1990                                                                          | Time for Me to Fly                                                                          | —           | 39          | —           | —           | —           | | White Limozeen                                                     |
| 1990                                                                          | White Limozeen                                                                              | —           | 29          | —           | —           | —           | | White Limozeen                                                     |
| 1990                                                                          | Slow Healing Heart                                                                          | —           | —           | —           | —           | —           | | White Limozeen                                                     |
| 1991                                                                          | Rockin' Years (con Ricky Van Shelton)                                                       | —           | 1           | —           | —           | —           | | Eagle When She Flies                                               |
| 1991                                                                          | Silver and Gold                                                                             | —           | 15          | —           | —           | —           | | Eagle When She Flies                                               |
| 1991                                                                          | Eagle When She Flies                                                                        | —           | 33          | —           | —           | —           | | Eagle When She Flies                                               |
| 1992                                                                          | Country Road                                                                                | —           | 46          | —           | —           | —           | | Eagle When She Flies                                               |
| 1992                                                                          | Straight Talk                                                                               | —           | 64          | 194         | —           | —           | | Straight Talk: Music from the Original Motion Picture Soundtrack   |
| 1992                                                                          | Light of a Clear Blue Morning                                                               | —           | —           | —           | —           | —           | | Straight Talk: Music from the Original Motion Picture Soundtrack   |
| 1992                                                                          | Burning                                                                                     | —           | —           | —           | —           | —           | | Straight Talk: Music from the Original Motion Picture Soundtrack   |
| 1993                                                                          | Romeo (con Billy Ray Cyrus, Tanya Tucker, Mary Chapin Carpenter, Kathy Mattea e Pam Tillis) | 50          | 27          | —           | —           | —           | | Slow Dancing with the Moon                                         |
| 1993                                                                          | More Where That Came From                                                                   | —           | 58          | —           | —           | —           | | Slow Dancing with the Moon                                         |
| 1993                                                                          | Full Circle                                                                                 | —           | —           | —           | —           | —           | | Slow Dancing with the Moon                                         |
| 1993                                                                          | Silver Threads and Golden Needles (con Loretta Lynn e Tammy Wynette)                        | —           | 68          | —           | —           | —           | | Honky Tonk Angels                                                  |
| 1993                                                                          | The Day I Fall in Love (con James Ingram)                                                   | —           | —           | 188         | —           | 64          | | Beethoven's 2nd: Music from the Original Motion Picture Soundtrack |
| 1995                                                                          | I Will Always Love You (feat. Vince Gill)                                                   | —           | 15          | —           | —           | —           | | Something Special                                                  |
| 1996                                                                          | Just When I Needed You Most                                                                 | —           | 62          | —           | —           | —           | | Treasures                                                          |
| 1997                                                                          | Peace Train                                                                                 | —           | —           | 166         | —           | 86          | | Treasures                                                          |
| 1997                                                                          | Something Bigger Than Me                                                                    | —           | —           | —           | —           | —           | | Annabelle's Wish                                                   |
| 1998                                                                          | Honky Tonk Songs                                                                            | —           | 74          | —           | —           | —           | | Hungry Again                                                       |
| 1998                                                                          | The Salt in My Tears                                                                        | —           | —           | —           | —           | —           | | Hungry Again                                                       |
| 1999                                                                          | High Sierra (con Emmylou Harris e Linda Ronstadt)                                           | —           | —           | —           | —           | —           | | Trio II                                                            |
| 1999                                                                          | After the Gold Rush (con Emmylou Harris e Linda Ronstadt)                                   | —           | —           | —           | —           | —           | | Trio II                                                            |
| 1999                                                                          | Feels Like Home (con Emmylou Harris e Linda Ronstadt)                                       | —           | —           | —           | —           | —           | | Trio II                                                            |
| 1999                                                                          | Do I Ever Cross Your Mind (con Emmylou Harris e Linda Ronstadt)                             | —           | —           | —           | —           | —           | | Trio II                                                            |
| 1999                                                                          | A Few Old Memories                                                                          | —           | —           | —           | —           | —           | | The Grass Is Blue                                                  |
| 2000                                                                          | Silver Dagger                                                                               | —           | —           | —           | —           | —           | | The Grass Is Blue                                                  |
| 2001                                                                          | A Tender Lie                                                                                | —           | —           | —           | —           | —           | | Little Sparrow                                                     |
| 2001                                                                          | Bluer Pastures                                                                              | —           | —           | —           | —           | —           | | Little Sparrow                                                     |
| 2001                                                                          | Seven Bridges Road                                                                          | —           | —           | —           | —           | —           | | Little Sparrow                                                     |
| 2001                                                                          | Shine                                                                                       | —           | —           | —           | —           | —           | | Little Sparrow                                                     |
| 2002                                                                          | Dagger Through the Heart                                                                    | —           | —           | —           | —           | —           | | Halos & Horns                                                      |
| 2002                                                                          | If                                                                                          | —           | —           | —           | —           | 73          | | Halos & Horns                                                      |
| 2002                                                                          | Hello God                                                                                   | —           | 60          | —           | —           | —           | | Halos & Horns                                                      |
| 2003                                                                          | I'm Gone                                                                                    | —           | —           | —           | —           | —           | | Halos & Horns                                                      |
| 2003                                                                          | Welcome Home                                                                                | —           | —           | —           | —           | —           | | For God and Country                                                |
| 2004                                                                          | Light of a Clear Blue Morning                                                               | —           | —           | —           | —           | —           | | For God and Country                                                |
| 2005                                                                          | Imagine (feat. David Foster)                                                                | —           | —           | —           | —           | —           | | Those Were the Days                                                |
| 2005                                                                          | Both Sides, Now (feat. Judy Collins e Rhonda Vincent)                                       | —           | —           | —           | —           | —           | | Those Were the Days                                                |
| 2006                                                                          | Twelfth of Never (feat. Keith Urban)                                                        | —           | —           | —           | —           | —           | | Those Were the Days                                                |
| 2006                                                                          | Travellin' Thru                                                                             | —           | —           | —           | —           | —           | | Transamerica: Original Motion Picture Soundtrack                   |
| 2006                                                                          | Where Do the Children Play? (feat. Cat Stevens)                                             | —           | —           | —           | —           | —           | | Those Were the Days                                                |
| 2007                                                                          | Better Get to Livin'                                                                        | —           | 48          | —           | —           | —           | | Backwoods Barbie                                                   |
| 2008                                                                          | Jesus & Gravity                                                                             | —           | 56          | —           | —           | —           | | Backwoods Barbie                                                   |
| 2008                                                                          | Shinola                                                                                     | —           | —           | —           | —           | —           | | Backwoods Barbie                                                   |
| 2009                                                                          | Drives Me Crazy                                                                             | —           | —           | —           | —           | —           | | Backwoods Barbie                                                   |
| 2009                                                                          | Backwoods Barbie                                                                            | —           | —           | —           | —           | —           | | Backwoods Barbie                                                   |
| 2009                                                                          | Comin' Home for Christmas                                                                   | —           | —           | —           | —           | —           | | /                                                                  |
| 2011                                                                          | Together You and I                                                                          | —           | —           | —           | —           | 67          | | Better Day                                                         |
| 2011                                                                          | The Sacrifice                                                                               | —           | —           | —           | —           | —           | | Better Day                                                         |
| 2011                                                                          | He'a Everything (con Queen Latifah, Keke Palmer, Jeremy Jordan, Andy Karl e DeQuina Moore)  | —           | —           | —           | —           | —           | | Joyful Noise: Original Motion Picture Soundtrack                   |
| 2013                                                                          | You Can't Make Old Friends (con Kenny Rogers)                                               | —           | 57          | —           | —           | —           | | You Can't Make Old Friends                                         |
| 2013                                                                          | Blue Smoke                                                                                  | —           | —           | —           | —           | —           | | Blue Smoke                                                         |
| 2014                                                                          | Home                                                                                        | —           | —           | —           | —           | —           | | Blue Smoke                                                         |
| 2014                                                                          | Try                                                                                         | —           | —           | —           | —           | —           | | Blue Smoke                                                         |
| 2015                                                                          | Unlikely Angel                                                                              | —           | —           | —           | —           | —           | | Blue Smoke                                                         |
| 2016                                                                          | Do I Ever Cross Your Mind (con Emmylou Harris e Linda Ronstadt)                             | —           | —           | —           | —           | —           | | The Complete Trio Collection                                       |
| 2016                                                                          | Pure and Simple                                                                             | —           | —           | —           | —           | —           | | Pure & Simple                                                      |
| 2016                                                                          | Outside Your Door                                                                           | —           | —           | —           | —           | —           | | Pure & Simple                                                      |
| 2016                                                                          | Head Over High Heels                                                                        | —           | —           | —           | —           | —           | | Pure & Simple                                                      |
| 2017                                                                          | The Story                                                                                   | —           | —           | —           | —           | —           | | Cover Stories                                                      |
| 2017                                                                          | I Believe in You                                                                            | —           | —           | —           | —           | —           | | I Believe in You                                                   |
| 2018                                                                          | Here I Am (con Sia)                                                                         | —           | 37          | —           | —           | —           | | Dumplin': Original Motion Picture Soundtrack                       |
| 2018                                                                          | Girl in the Movies                                                                          | —           | —           | —           | —           | —           | | Dumplin': Original Motion Picture Soundtrack                       |
| 2018                                                                          | Jolene (New String version)                                                                 | —           | —           | —           | —           | —           | | Dumplin': Original Motion Picture Soundtrack                       |
| 2019                                                                          | There Was Jesus (con Zach Williams)                                                         | —           | 2           | —           | —           | —           | - USA: Platino | Rescue Story                                                       |
| 2019                                                                          | Faith (con i Galantis e Mr. Probz)                                                          | —           | —           | —           | —           | —           | - USA: Oro | Church                                                             |
| 2020                                                                          | When Life Is Good Again                                                                     | —           | —           | —           | —           | —           | | /                                                                  |
| 2020                                                                          | Mary, Did You Know?                                                                         | —           | —           | —           | —           | —           | | A Holly Dolly Christmas                                            |
| 2020                                                                          | I Saw Mommy Kissing Santa Claus                                                             | —           | —           | —           | —           | —           | | A Holly Dolly Christmas                                            |
| 2020                                                                          | Christmas on the Square                                                                     | —           | —           | —           | —           | —           | | A Holly Dolly Christmas                                            |
| 2020                                                                          | Cuddle Up, Cozy Down Christmas (feat. Michael Bublé)                                        | —           | 48          | —           | —           | 55          | | A Holly Dolly Christmas                                            |
| 2020                                                                          | I Still Believe                                                                             | —           | —           | —           | —           | —           | | A Holly Dolly Christmas                                            |
| 2022                                                                          | Big Dreams and Faded Jeans                                                                  | —           | —           | —           | —           | —           | | Run, Rose, Run                                                     |
| 2022                                                                          | Blue Bonnet Breeze                                                                          | —           | —           | —           | —           | —           | | Run, Rose, Run                                                     |
| 2022                                                                          | Woman Up (And Take It Like a Man)                                                           | —           | —           | —           | —           | —           | | Run, Rose, Run                                                     |
| 2022                                                                          | A Smoky Mountain Christmas                                                                  | —           | —           | —           | —           | —           | | A Holly Dolly Christmas (Ultimate Deluxe Edition)                  |
| 2022                                                                          | Silent Night                                                                                | —           | —           | —           | —           | —           | | A Holly Dolly Christmas (Ultimate Deluxe Edition)                  |
| 2022                                                                          | Almost Too Early for Christmas (con Jimmy Fallon)                                           | —           | —           | —           | —           | —           | | Holiday Seasoning                                                  |
| 2023                                                                          | Bets on Us (con i Cheat Codes)                                                              | —           | —           | —           | —           | —           | | One Night in Nashville                                             |
| 2023                                                                          | Jolene (Remix) (con Olivia Newton-John)                                                     | —           | —           | —           | —           | —           | | Just the Two of Us: The Duets Collection (Vol. 1)                  |
| 2023                                                                          | World on Fire                                                                               | —           | —           | —           | —           | —           | | Rockstar                                                           |
| 2023                                                                          | Magic Man (feat. Ann Wilson)                                                                | —           | —           | —           | —           | —           | | Rockstar                                                           |
| 2023                                                                          | Bygones (feat. Rob Halford)                                                                 | —           | —           | —           | —           | —           | | Rockstar                                                           |
| 2023                                                                          | We Are the Champions / We Will Rock You                                                     | —           | —           | —           | —           | —           | | Rockstar                                                           |
| 2023                                                                          | Let It Be (feat. Paul McCartney e Ringo Starr)                                              | —           | —           | —           | —           | —           | | Rockstar                                                           |
| 2023                                                                          | What's Up? (feat. Linda Perry)                                                              | —           | —           | —           | —           | —           | | Rockstar                                                           |
| 2023                                                                          | Wrecking Ball (feat. Miley Cyrus)                                                           | —           | —           | —           | —           | —           | | Rockstar                                                           |
| 2025                                                                          | If You Hadn't Been There                                                                    | —           | —           | —           | —           | —           | | /                                                                  |
| "—" indica una pubblicazione non classificata o non pubblicata in quel paese. |                                                                                             |             |             |             |             |             | |                                                                    |

### Come artista ospite
| Anno                                                                          | Titolo                                                            | Classifiche | Classifiche | Classifiche | Classifiche | Classifiche | Certificazioni | Album di provenienza                             |
| Anno                                                                          | Titolo                                                            | USA         | USA Country | AUS         | CAN         | UK          | Certificazioni | Album di provenienza                             |
| ----------------------------------------------------------------------------- | ----------------------------------------------------------------- | ----------- | ----------- | ----------- | ----------- | ----------- | -------------- | ------------------------------------------------ |
| 2004                                                                          | Creepin' In (Norah Jones feat. Dolly Parton)                      | —           | —           | —           | —           | —           |                | Feels like Home                                  |
| 2005                                                                          | When I Get Where I'm Going (Brad Paisley feat. Dolly Parton)      | 39          | 1           | —           | —           | —           | - USA: Platino | Time Well Wasted                                 |
| 2006                                                                          | I Still Miss Someone (Martina McBride feat. Dolly Parton)         | —           | 50          | —           | —           | —           |                | Timeless                                         |
| 2006                                                                          | Heartbreaker's Alibi (Rhonda Vincent feat. Dolly Parton)          | —           | —           | —           | —           | —           |                | All American Bluegrass Girl                      |
| 2013                                                                          | From Here to the Moon and Back (Willie Nelson feat. Dolly Parton) | —           | —           | —           | —           | —           |                | To All the Girls...                              |
| 2015                                                                          | My Father's Daughter (Jewel feat. Dolly Parton)                   | —           | —           | —           | —           | —           |                | Picking Up the Pieces                            |
| 2016                                                                          | Jolene (Remix) (Pentatonix feat. Dolly Parton)                    | —           | —           | 92          | —           | —           |                | PTX, Vol. IV - Classics                          |
| 2019                                                                          | Smoky Mountain Rain (Ronnie Milsap feat. Dolly Parton)            | —           | —           | —           | —           | —           |                | Duets                                            |
| 2021                                                                          | Words (Barry Gibb feat. Dolly Parton)                             | —           | —           | —           | —           | —           |                | Greenfields: The Gibb Brothers' Songbook, Vol. 1 |
| 2021                                                                          | Eagle When She Flies (José Feliciano feat. Dolly Parton)          | —           | —           | —           | —           | —           |                | Behind This Guitar                               |
| 2021                                                                          | Does He Love You (Reba McEntire feat. Dolly Parton)               | —           | 47          | —           | —           | —           |                | Revived Remixed Revisited                        |
| "—" indica una pubblicazione non classificata o non pubblicata in quel paese. |                                                                   |             |             |             |             |             |                |                                                  |

## Collaborazioni
| Anno | Titolo                                  | Artista                        | Album di provenienza                          |
| ---- | --------------------------------------- | ------------------------------ | --------------------------------------------- |
| 1979 | Even Cowgirls Get the Blues             | Emmylou Harris, Linda Ronstadt | Blue Kentucky Girl                            |
| 1980 | Green Pastures                          | Emmylou Harris, Ricky Skaggs   | Roses in the Snow                             |
| 1981 | Evangeline                              | Emmylou Harris, Linda Ronstadt | Evangeline                                    |
| 1981 | Mr. Sandman                             | Emmylou Harris, Linda Ronstadt | Evangeline                                    |
| 1982 | My Blue Tears                           | Emmylou Harris, Linda Ronstadt | Get Closer                                    |
| 1984 | Unwed Fathers                           | Gail Davies                    | Where Is a Woman to Go                        |
| 1989 | Most of All Why                         | Holly Dunn                     | The Blue Rose of Texas                        |
| 1990 | Do I Ever Cross Your Mind               | Randy Travis                   | Heroes & Friends                              |
| 1990 | Love Is Strange                         | Kenny Rogers                   | Love Is Strange                               |
| 1991 | Waitin' for the Phone to Ring           | Patty Loveless                 | Up Against My Heart                           |
| 1993 | You've Lost That Lovin' Feelin'         | Neil Diamond                   | Up on the Roof: Songs from the Brill Building |
| 1994 | Everyone But Me and You                 | Mac Davis                      | Will Write Songs for Food                     |
| 1994 | When You Tell Me That You Love Me       | Julio Iglesias                 | Crazy                                         |
| 1997 | Knocking on Heaven's Door               | Ladysmith Black Mambazo        | Heavenly                                      |
| 1999 | Dreaming My Dreams With You             | Alison Krauss                  | Forget About It                               |
| 2001 | Heart Door                              | Paula Cole                     | Sweet November                                |
| 2001 | Sent Me the Pillow You Dream On         | Hank Locklin                   | Generations in Song                           |
| 2001 | Loving You Too Well                     | Ralph Stanley                  | Clinch Mountain Sweethearts                   |
| 2002 | The Pretty Young Girl                   | Altan                          | The Blue Idol                                 |
| 2002 | Violet and a Rose                       | Pam Tillis                     | It's All Relative: Tillis Sings Tillis        |
| 2003 | Leave That Cowboy Alone                 | Ray Benson                     | Beyond Time                                   |
| 2004 | Jolene                                  | Mindy Smith                    | One Moment More                               |
| 2004 | Viva Las Vegas                          | The Grascals                   | The Grascals                                  |
| 2004 | Baby, It's Cold Outside                 | Rod Stewart                    | Stardust: The Great American Songbook 3       |
| 2005 | The Blues Man                           | George Jones                   | Hits I Missed...And One I Didn't              |
| 2006 | Tomorrow Is Forever                     | Solomon Burke                  | Nashville                                     |
| 2007 | This Ole House                          | Brenda Lee                     | Gospel Duets                                  |
| 2007 | Love Is Like a Butterfly                | Deana Carter                   | The Chain                                     |
| 2008 | Gold                                    | Emmylou Harris, Vince Gill     | All I Intended to Be                          |
| 2008 | Do You Know                             | Jessica Simpson                | Do You Know                                   |
| 2009 | Boots and Sand                          | Cat Stevens, Paul McCartney    | Roadsinger                                    |
| 2011 | Wonderful Christmas Time                | Chicago                        | Chicago XXXIII: O Christmas Three             |
| 2011 | True Blue                               | Isabelle Boulay                | Les grands espaces                            |
| 2012 | I Will Always Love You                  | Lulu Roman                     | At Last                                       |
| 2013 | Jolene                                  | Straigh No Chaser              | Under the Influence                           |
| 2015 | When I Stop Dreaming                    | Don Henley                     | Cass County                                   |
| 2017 | I Will Always Love You                  | Michael Bolton                 | Songs of Cinema                               |
| 2017 | Old Flames (Can't Hold a Candle to You) | Kesha                          | Rainbow                                       |
| 2017 | Rainbowland                             | Miley Cyrus                    | Younger Now                                   |
| 2019 | I Will Always Love You                  | Kristin Chenoweth              | For the Girls                                 |
| 2023 | Seasons                                 | Bebe Rexha                     | Bebe                                          |
| 2023 | 21 Forever                              | Chris Janson, Slash            | The Outlaw Side of Me                         |
| 2024 | Dolly P                                 | Beyoncé                        | Cowboy Carter                                 |
| 2024 | Tyrant                                  | Beyoncé                        | Cowboy Carter                                 |
| 2024 | Have the Heart                          | Post Malone                    | F-1 Trillion                                  |
| 2025 | Please Please Please (remix)            | Sabrina Carpenter              | Short n' Sweet (Deluxe)                       |